# Диалог в аду между Макиавелли и Монтескьё
Диалог в аду между Макиавелли и Монтескьё (фр. оригинал Dialogue aux enfers entre Machiavel et Montesquieu ou la politique de Machiavel au XIXe siècle) — политическая сатира, написанная французским поверенным Морисом Жоли в знак протеста против режима Наполеона III, управлявшего Францией с 1848 по 1870 годы. Книга была переведена на английский язык в 2002 году. Небольшие части были переведены в 1967 году в качестве приложения к «Ордеру на геноцид» Нормана Кона, который определяет его как основной источник более поздних «Протоколов сионских мудрецов». Однако в диалоге нет упоминаний евреев.
В произведении используется литературный прием диалога мертвых, изобретенный древнеримским писателем Люцианом и введенный во французскую художественную литературу Бернаром де Фонтенелем в XVIII веке. Тени исторических персонажей Никколо Макиавелли и Монтескьё встречаются в аду в 1864 году и спорят о политике. Данный прием призван завуалировать критику правления Наполеона III, обойдя тем самым цензуру тогдашней эпохи.

## Описание
Жоли рассказывает в своей автобиографии 1870 года, что однажды вечером, размышляя о трактате экономиста аббата Галиани «Диалоги о торговле пшеницей», и прогуливаясь по Пон-Руаяль, он вдохновился написать диалог между Монтескьё и Макиавелли. Благородный барон Монтескьё отстаивал либерализм; флорентийский политик Макиавелли представил аргументы в пользу деспотизма.
Макиавелли утверждает, что ему «… даже двадцати лет не понадобилось бы, чтобы полностью преобразовать самый неукротимый европейский характер и сделать его послушным тирании, как униженные люди Азии». Монтескьё настаивает на непобедимости либерального духа народов. В 25 диалогах, шаг за шагом, Макиавелли, который по сюжету Жоли завуалированно представляет Наполеона III, объясняет, как он заменил бы свободу деспотизмом в любой данной европейской стране: «… Абсолютная власть больше не будет случайностью судьбы, а станет потребностью» современного общества. В конце побеждает Макиавелли. В портьере Монтескьё восклицает: «Вечный Боже, что ты допустил! …».
Книга была опубликована в Брюсселе анонимно в 1864 году и контрабандой ввезена во Францию для распространения, но тираж был конфискован полицией сразу после пересечения границы. Полиция быстро нашла его автора, и Жоли арестовали. Книга была запрещена. 25 апреля 1865 года он был приговорен к 18 месяцам заключения в тюрьме Сент-Пелажи в Париже. Второе издание «Диалогов» вышло в 1868 году под именем Жоли.
Проводя кампанию против Наполеона III на французском конституционном референдуме 1870 года, Жоли написал эпилог к своему «Диалогу». Она была опубликована в журналах Le Gaulois и La Cloche.

## Наследие
В начале 20-го века книга Жоли была использована в качестве основы для «Протоколов сионских мудрецов», печально известной антисемитской литературной подделки российского производства. Существует множество свидетельств того, что «Протоколы» были щедро заимствованы из книги Жоли. Однако сам «Диалог» был сатирой на членов правительства Наполеона III, имена которых были сменены на еврейские в рамках плагиата.
Итальянский писатель Умберто Эко утверждал, что в «Диалоге» сам Жоли заимствовал семь или более страниц из популярного романа «Тайны народа» Эжена Сю.

## Переводы на русский язык
- Разговор в аду между Макиавелли и Монтескье / Перевод с немецкого «МК-Трейд»; Санкт-Петербург, 2004 г., 232 стр.
- Разговоры Макиавелли и Монтескье в царстве мертвых, записанные злосчастным французом Морисом Жоли в правление императора Людовика-Наполеона и пересказанные полтора века спустя для русского читателя нашим современником / Перевод с французского. - Сан-Франциско : [б. и.], 2016. - 190 с. ; 21 см.; ISBN 978-0-692-69673-6